# Вулканологія

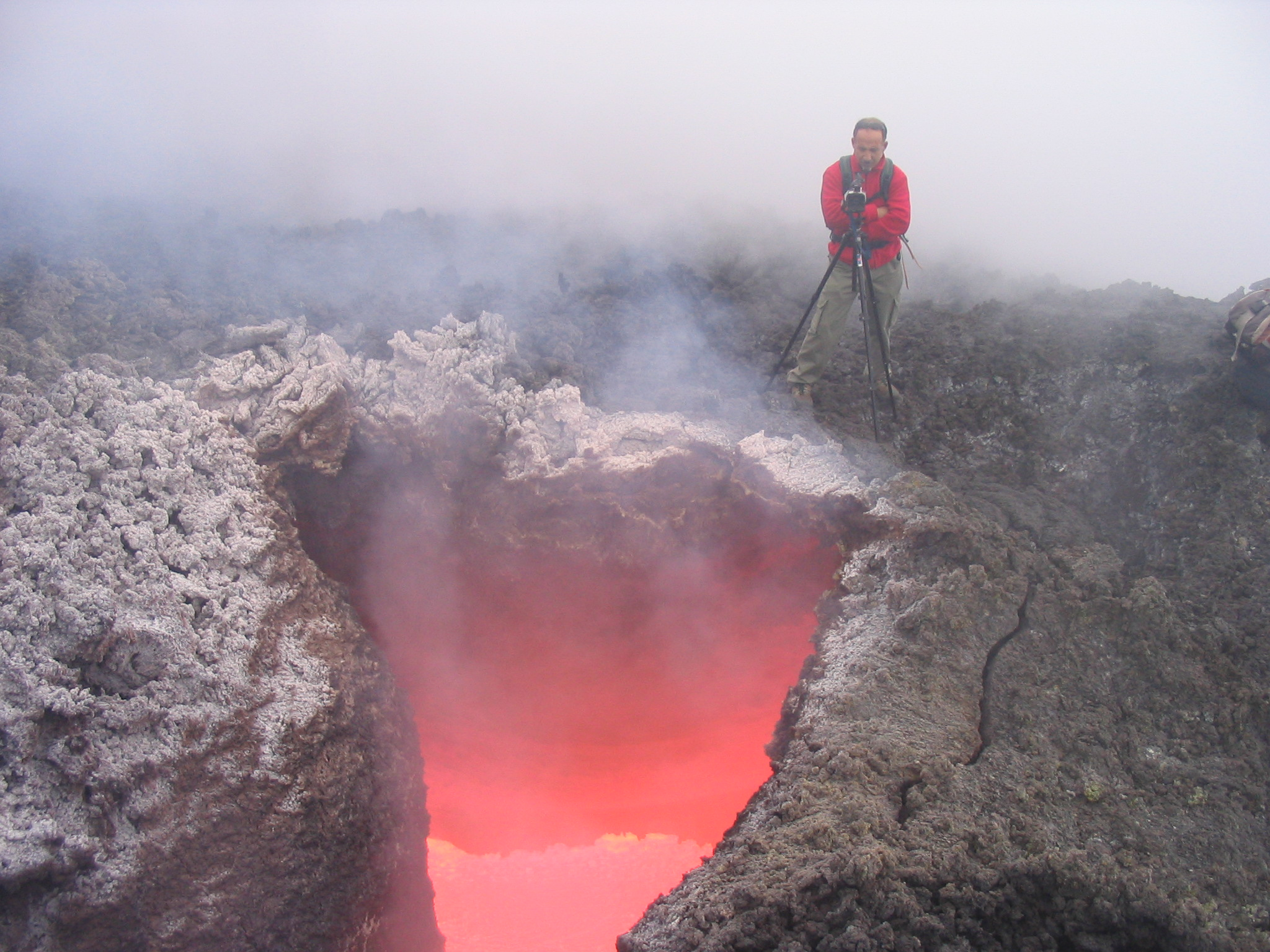
Дослідження вулкану Етна

Вулканоло́гія (англ. volcanology, нім. Vulkanologie f) — геологічна наука, що вивчає процеси і причини утворення вулканів, їх розвиток, будову і склад продуктів вивержень, закономірності розміщення вулканів на земній поверхні, зміну характеру їх діяльності у часі. Практична мета вулканології — розробка методів прогнозу вивержень і використання вулканічного тепла гарячих вод і пари для потреб економіки, розкриття закономірностей утворення корисних копалин вулканогенного походження. Вулканологія розв'язує питання про джерела вулканічної енергії, умови еволюції магми, розміщення магматичних вогнищ, ролі вулканізму в формуванні земної кори та кори інших планет.

## Історія вулканології
Історія вулканології, як і більшість інших історій природничих наук, позначена трьома великими етапами. Забобонний етап, на якому вірування та релігійні міфи значною мірою домінують у знаннях, потім науковий внесок, який прагне узгодити спостереження та переконання, і, нарешті, наукове знання явища, яке тільки починається у 18 столітті Вільямом Гамільтоном, отже, пізніше, ніж інші природничі науки. Нарешті, в 1912 році, з теорією дрейфу континентів Альфреда Вегенера, почали розуміти механізми, що викликають не тільки виверження, але й землетруси.
Основоположником науки про вулкани вважають Емпедокла, який жив у 5 ст. до н. е. Він перший, хто спостерігав над вулканічними виверженнями і побудував спостережну станцію на Везувії. Хоч багато його праць до нас не дійшло, ми все ж розуміємо, що в той час люди намагалися пояснити ці грізні явища природи. Але після його смерті людство забуло про нього.
І тільки у 18 ст. італійський натураліст Спаланцоні знову відродив цю науку. Спочатку вона мала тільки описовий характер, але метод аналізу і вимірів допоміг їй твердо стати на ноги. Долом'є перший поставив собі завдання мінералогічного дослідження лави. Робились виміри температури, аналізи вулканічних газів — спочатку якісні, а потім завдяки Фуке і Брюну, і кількісний. Пізніше до вивчення вулканічних продуктів долучилася і хімія. Перша сучасна дослідницька станція була створена на початку 19 ст. на Етні. В 1847 р. Франсуа Араго заснував вулканологічну обсерваторію на Везувії, а на початку 20 ст. там були поставлені сейсмографи. Ще одна обсерваторія була збудована в 1912 р. біля кальдери вулкана Кілауеа на Гаваях. Потім такі станції створювалися і на інших вулканах по всьому світі.
На цих станціях для вивчення вулканічних процесів почали використовувати нові методи геофізики: реєстрацію землетрусів, нахилу поверхні землі, виміри магнітного поля та ін. Поступово створювалася методика спостережень над проявами вулканізму. І науку, яка застосовувала ці методи почали називати сучасним словом — вулканологією.